# Port Hope
Port Hope is een plaats (village) in de Amerikaanse staat Michigan, en valt bestuurlijk gezien onder Huron County.

## Demografie
Bij de volkstelling in 2000 werd het aantal inwoners vastgesteld op 310.
In 2006 is het aantal inwoners door het United States Census Bureau geschat op 283, een daling van 27 (-8,7%).

## Geografie
Volgens het United States Census Bureau beslaat de plaats een oppervlakte van
2,6 km², geheel bestaande uit land. Port Hope ligt op ongeveer 185 m boven zeeniveau.

## Plaatsen in de nabije omgeving
De onderstaande figuur toont nabijgelegen plaatsen in een straal van 32 km rond Port Hope.